# アイリーン・ガン
アイリーン・ガン（Eileen Gunn、1945年1月23日 - ）は、アメリカ合衆国のSF作家、編集者。シアトル在住。

## 作品
ガンは1978年よりクラリオン・ワークショップに参加し、また1988年クラリオン・ウェスト・ライターズ・ワークショップの理事も務めた。ウェブジン The Infinite Matrix の編集出版者でもある。
アヴラム・デイヴィッドスンとの親交からの触発も受けて書かれた短編「遺す言葉」は、2004年ネビュラ賞を受賞した。
短編集『遺す言葉、その他の短篇』はフィリップ・K・ディック賞、世界幻想文学大賞、ジェイムズ・ティプトリー・ジュニア賞の最終候補作となった。また2007年横浜で開催された世界SF大会において、邦訳された『遺す言葉、その他の短篇』が2006年度センス・オブ・ジェンダー賞海外部門大賞を受賞した。
短編「中間管理職への出世戦略」は、フランツ・カフカの『変身』のパスティーシュとされており、20世紀末のハイテクや企業文化への風刺を含んでいる。「アメリカ国民のみなさん」は、1964年の大統領選挙キャンペーンにおいて、候補者であったバリー・ゴールドウォーターがロジャー・エールスを雇用し、リチャード・ニクソンが「トリッキー・ディック」という名のテレビ・ショーのホストとなる歴史改変小説である。
マイクル・スワンウィック、パット・マーフィー、アンディ・ダンカンらとの共著による中編「緑の炎」では、ロバート・A・ハインラインやアイザック・アシモフ、グレース・ホッパーがニコラ・テスラとケツァルコアトルの援助を受けフィラデルフィア計画に参加する。
ガンが描くハイテク広告やマーケティングの背景には、1970年代ディジタル・イクイップメント・コーポレーションの広告文を書いており、また1985年にはマイクロソフトの広告部長であったことがある。

### 短編集
- 遺す言葉、その他の短篇 (Stable Strategies and Others 2004)
  - 中間管理職への出世戦略 (Stable Strategies for Middle Management 1988)
  - アメリカ国民のみなさん (Fellow Americans 1991)
  - コンピュータ・フレンドリー (Computer Friendly 1989)
  - ソックス物語 (The Sock Story 1989)
  - 遺す言葉 (Coming to Terms 2004)
  - ライカンと岩 (Lichen and Rock 1991)
  - コンタクト」Contact 1981)
  - スロポ日和 (What Are Friends For? 1978)
  - イデオロギー的に中立公正なフルーツ・クリスプ (Ideologically Labile Fruit Crisp 1991)
  - 春の悪夢 (Spring Conditions 1983)
  - ニルヴァーナ・ハイ (Nirvana High 2004)
  - 緑の炎 (Green Fire 1999)